# Flugplatz Tortolì-Arbatax

i7
i11
i13
Der Flugplatz Tortolì-Arbatax (ital. Aeroporto di Tortolì-Arbatax, IATA-Code: TTB, ICAO-Code: LIET) liegt an der Ostküste Sardiniens, 2 km östlich von Tortolì und 2 km westlich des Hafenortes Arbatax.

## Infrastruktur
Der Flugplatz hat eine 1450 Meter lange asphaltierte Start- und Landebahn, die von Nordwesten nach Südosten verläuft (12/30). Es gibt keine parallel zur Piste verlaufenden Rollwege. Ganz im Nordwesten, an der Landeschwelle 12, befindet sich ein kleines Vorfeld mit einem Abfertigungsgebäude und einem Parkplatz. Die Landeschwelle der Landebahn 30 ist nur wenige Meter vom Strand entfernt, den landende Flugzeuge in wenigen Metern Höhe überfliegen. Aus diesem Grund wird Tortolì-Arbatax gern mit dem Flughafen Princess Juliana auf der Karibikinsel St. Martin verglichen, wo ähnlich spektakuläre Anflüge zu sehen sind.

## Geschichte
In den 1960er Jahren errichtete ein Unternehmer den Flugplatz mit einer 1190 m langen Graspiste, die 1975 asphaltiert wurde. Mit dem Bau eines kleinen Terminals begann der saisonale Charterverkehr, der den Flugplatz bis 2010 prägte. Es gab vor allem in den Sommermonaten zahlreiche Verbindungen nach Norditalien und in einige europäische Länder. Verschiedene Regionalfluggesellschaften flogen den Flugplatz mit Flugzeugen wie der BAe 146, De Havilland DHC-8-400, Dornier Do 328 oder der ATR 72 an. 2010 wurde die Start- und Landebahn auf 1450 m verlängert und das Terminal modernisiert. Seit 2011 findet in Tortolì-Arbatax kein Flugbetrieb mehr statt. Im Jahr 2021 hat der Eigentümer bekannt gegeben, eine Reaktivierung für General Aviation vorzubereiten, und weiters die Wiederaufnahme des kommerziellen Flugbetriebs ab 2022 zu planen.

## Sonstiges
- Wenige Kilometer südlich des Flugplatzes Tortolì-Arbatax beginnt das militärische Sperrgebiet Salto di Quirra. Bei Perdasdefogu liegt ein kleiner Flugplatz, der unter bestimmten Voraussetzungen auch von der Allgemeinen Luftfahrt genutzt werden kann.
- Die nächsten größeren Verkehrsflughäfen befinden sich in Cagliari im Süden der Insel, und in Olbia im Norden. Beide sind rund 150 km entfernt.